# Polyortha niveopunctata
Polyortha niveopunctata es una especie de polilla de la familia Tortricidae. Se encuentra en Ecuador.